# Vladičin Han
Vladičin Han (in serbo Владичин Хан?) è una città e una municipalità del distretto di Pčinja nella parte meridionale della Serbia centrale.